# Прогрессирующая мультифокальная лейкоэнцефалопатия
Прогрессивная мультифокальная лейкоэнцефалопатия (ПМЛ) — быстро прогрессирующее демиелинизирующее инфекционное заболевание центральной нервной системы с асимметричным поражением мозга. Вызывается активацией полиомавируса человека 2, носителем которого является около 80 % населения США.
Полиомавирус человека 2 (вирус JC) является одним из шести видов человеческих полиомавирусов и был назван по инициалам пациента Джона Каннингема (англ. John Cunningham), у которого он был впервые обнаружен в 1971 году.. Его активации в организме человека предшествует значительная супрессия иммунной системы: в подавляющем большинстве случаев ПМЛ является проявлением синдрома приобретенного иммунодефицита (СПИД), в остальных случаях — после иммуносупресивной и иммуномодуляторной терапии, например в рамках лечения моноклональными антителами или после трансплантации органов, а также при гематологических новообразованиях — таких как болезнь Ходжкина, хронический лимфолейкоз. Особенно часто заболевание после трансплантации костного мозга. Проблемой является возникновение ПМЛ у больных рассеянным склерозом, находящихся на лечении натализумабом.
Эффективного метода лечения ПМЛ к настоящему моменту не найдено (кроме случаев, когда иммуносупрессия достигалась применением моноклональных антител).

## Эпидемология
До эпидемии ВИЧ-инфекции это было крайне редкое заболевание. За 26 лет с 1954 до 1984 было описано только 230 случаев ПМЛ. Заболеваемость была 1:1 000 000. В 1990-х годах заболеваемость выросла до 1:200 000. При этом среди ВИЧ-инфицированных заболеваемость достигала 3,3 на 1000 больных. После введения в практику антиретровирусной терапии (АРВТ) частота возникновения ПМЛ составляет около 1,3 случаев на 1000 ВИЧ-инфицированных в год.

## Патогенез и патологические изменения
Инфицирование вирусом JC протекает бессимптомно. Инфицирование наступает, как правило, ещё в детском возрасте, возбудитель остается в теле пожизненно. Возможное место персистенции вируса — почки и/или костный мозг. В случае ослабления иммунной системы вирус транспортируется лейкоцитами в центральную нервную систему и начинает свою репликацию в белом веществе полушарий, ствола мозга, мозжечке и спинном мозге. Заболевание является демиелинизирующим, нейропатологически определяются множественные очаги демиелинизации, гиперхромные и увеличенные в размерах ядра олигодендроцитов, увеличенные и деформированные астроциты. Серое вещество мозга остается практически незатронутым. Гистопатологически заболевание считается доказанным в случае обнаружения JC-протеина, продуцируемого вирусом (при проведении иммуногистохимического исследования) или обнаружение генома JC-вируса при гибридизировании ткани.

## Симптомы
Начало как правило, подострое и выражается в быстро прогрессирующем психосиндроме, диссоциированном с очаговыми неврологическими симптомами — прежде всего моно- или гемипарезами, нарушениями речи и нарушениями зрения — такими, как геми- и квадрантные анопсии. Атаксии, головокружение, головные боли, нарушения чувствительности и эпилептические приступы возникают гораздо реже. Психические нарушения выражаются в прогрессирующих когнитивных нарушениях и, в отличие от деменции при ВИЧ-инфекции, сопровождаются очаговыми неврологическими нарушениями.. Было описано чисто спинальное протекание болезни (очаги только в спинном мозге) без нарушений психики.

## Диагностика
Магнитно-резонансная томография (МРТ) является по сравнению с компьютерной томографией предпочтительной методикой. В Т2-взвешенных изображениях определяются гиперинтенсивные очаги — асимметрично распределенные в белом веществе лобных и теменно-затылочных отделов, а также в корковом веществе, в стволе мозга и мозжечке, без — или с незначительным захватом контрастного вещества; увеличения объёма ткани не наблюдается. В Т1-взвешенных изображениях эти очаги гипоинтенсивны. У одной трети пациентов также обнаруживаются инфратенториальные очаги, которые могут также определяться изолированно..
Изменения спинномозговой жидкости неспецифичны и характерны для таковых при заболеваниях, связанных с вирусом иммунодефицита. Прямое обнаружение вируса JC путём ПЦР-обследования удается в 74-90 %. Также может быть определена нагрузка JC-вируса по аналогии с такой при ВИЧ. Исследования показали, что снижение показателей вирусной нагрузки или даже их исчезновение в связи с проводимой терапией связаны с улучшенным прогнозом заболевания и общим числом выживания.
Электроэнцефалография: неспецифическое замедление активности.
Биопсия ткани мозга: проводится при повторно негативной ПЦР и прогрессирующем заболевании.
Для окончательной постановки диагноза необходимо: наличие заболевания, обуславливающего иммуносупрессию; типичные изменения МРТ и положительная ПЦР; иногда — биопсия ткани мозга.

## Дифференциальный диагноз
При подозрении на ПМЛ в первую очередь должны быть исключены более частые, чем ПМЛ энцефалопатии — такие, как при токсоплазмозе, криптококкозе. Далее проводится дифференциальный диагноз с лимфомой ЦНС, ВИЧ-деменцией и лейкодистрофией; у детей — с подострым склерозирующим панэнцефалитом. При подозрении на ПМЛ у больных с рассеянным склерозом, находящихся на терапии натализумабом, необходимо исключить очередное обострение основного заболевания — при этом очаги в МРТ принимают на себя контрастное вещество.

## Лечение
Специфическая терапия неизвестна. Для подтверждения эффекта лечения различными противовирусными препаратами не хватает рандомизированных исследований. Самым эффективным методом лечения является восстановление активности иммунной системы.
У пациентов с иммуносупрессивной терапией она должна быть по возможности отменена или уменьшена дозировка. Пациентам, получавшим моноклональные антитела показан плазмаферез. У пациентов с возникновением ПМЛ после трансплантации органов при определённых условиях трансплантированный орган должен быть удален. Обсуждается возможность применения атипичных нейролептиков: известна их способность блокирования рецепторов- 5-HT2A — эти же рецепторы являются целью вируса JC; для подтверждения этого предположения пока нет контролируемых исследований.

## Прогноз
Негативный. Если не удалось восстановить или улучшить функцию иммунной системы, смерть наступает от 3 до 20 месяцев после постановки диагноза ПМЛ.